# Bhaag Johnny
 (avril 2016).
Si vous disposez d'ouvrages ou d'articles de référence ou si vous connaissez des sites web de qualité traitant du thème abordé ici, merci de compléter l'article en donnant les références utiles à sa vérifiabilité et en les liant à la section « Notes et références ».

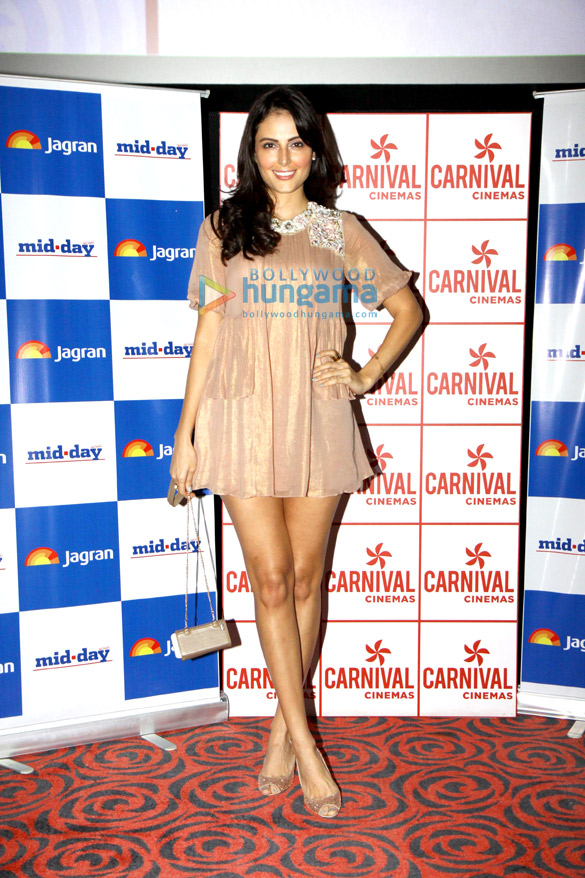
Mandana Karimi à la première de Bhaag Johnny

Bhaag Johnny est un film d'action hindi réalisé par Shivam Nair sorti en 2015.

## Distribution
- Kunal Khemu : Janardhan "Johnny" Arora
- Zoa Morani : Tanya
- Mandana Karimi : Rachel
- Manasi Scott : Ramona Bakshi
- Vikram Bhatt : Jinn
- Nishigandha Wad : Sabitri Arora
- Arun Bali : Acharya Ji
- Mukul Dev : ACP Pradhan
- Major Bikramjeet Singh : Detective
- Mohan Kapoor : Patron de Tanya
- Aseem Merchant : Mr. Nobody
- Gyan Prakash : Père de Tanya
- Urvashi Rautela Apparition spéciale